# Liste der Bodendenkmäler in Burgkirchen an der Alz
Auf dieser Seite sind die Bodendenkmäler in der oberbayerischen Gemeinde Burgkirchen an der Alz zusammengestellt. Diese Tabelle ist eine Teilliste der Liste der Bodendenkmäler in Bayern. Grundlage ist die Bayerische Denkmalliste, die auf Basis des Bayerischen Denkmalschutzgesetzes vom 1. Oktober 1973 erstmals erstellt wurde und seither durch das Bayerische Landesamt für Denkmalpflege geführt wird. Die folgenden Angaben ersetzen nicht die rechtsverbindliche Auskunft der Denkmalschutzbehörde.

## Bodendenkmäler in Burgkirchen an der Alz
| Lage                         | Objekt | Akten-Nr.     | Bild           |
| ---------------------------- | --- | ------------- | -------------- |
| (Standort)                   | Befestigte Höhensiedlung der frühen Bronzezeit, der Urnenfelderzeit, der Hallstattzeit, der Latènezeit sowie des frühen und hohen Mittelalters (Margarethenberg).                          | D-1-7841-0001 |                |
| (Standort)                   | Untertägige mittelalterliche und frühneuzeitliche Befunde im Bereich der katholischen Pfarrkirche Mariä Himmelfahrt in Margarethenberg und ihrer Vorgängerbauten mit zugehörigem Friedhof. | D-1-7841-0185 | weitere Bilder |
| (Standort)                   | Siedlung der Hallstattzeit. | D-1-7842-0001 |                |
| (Standort)                   | Körpergräber vor- und frühgeschichtlicher Zeitstellung sowie Siedlung der Späthallstatt-/Frühlatènezeit.                                                                                   | D-1-7842-0002 |                |
| (Standort)                   | Siedlung der Bronzezeit sowie abgegangene Kapelle mit Friedhof des Mittelalters. | D-1-7842-0003 |                |
| (Standort)                   | Körpergräber des frühen Mittelalters. | D-1-7842-0004 |                |
| (Standort)                   | Siedlung der römischen Kaiserzeit. | D-1-7842-0008 |                |
| (Standort)                   | Siedlung vorgeschichtlicher Zeitstellung. | D-1-7842-0009 |                |
| (Standort)                   | Verebnete Viereckschanze der späten Latènezeit. | D-1-7842-0010 |                |
| (Standort)                   | Grabhügel vorgeschichtlicher Zeitstellung. | D-1-7842-0011 |                |
| (Standort)                   | Grabhügel mit Bestattungen der Hallstattzeit und der frühen Latènezeit. | D-1-7842-0012 |                |
| (Standort)                   | Burgstall des hohen Mittelalters. | D-1-7842-0014 |                |
| (Standort)                   | Burgstall des hohen und späten Mittelalters (Schlossberg). | D-1-7842-0015 |                |
| (Standort)                   | Grabhügel mit Bestattungen der Bronzezeit, der Urnenfelderzeit, der Hallstattzeit und der frühen Latènezeit.                                                                               | D-1-7842-0016 |                |
| (Standort)                   | Burgstall des hohen oder späten Mittelalters. | D-1-7842-0018 |                |
| (Standort)                   | Erdstall des hohen Mittelalters. | D-1-7842-0020 |                |
| (Standort)                   | Grabhügel mit Bestattungen der Bronzezeit. | D-1-7842-0022 |                |
| (Standort)                   | Grabhügel mit Bestattungen der Hallstattzeit. | D-1-7842-0024 |                |
| (Standort)                   | Reihengräberfeld des frühen Mittelalters. | D-1-7842-0025 |                |
| (Standort)                   | Siedlung des Jungneolithikums (Münchshöfener Kultur). | D-1-7842-0026 |                |
| (Standort)                   | Siedlung der Bronzezeit, Burgstall des hohen Mittelalters sowie abgegangene Kirche und Körperbestattungen des Mittelalters und der frühen Neuzeit (St. Peter und Paul in Schönberg).       | D-1-7842-0028 |                |
| (Standort)                   | Villa rustica der römischen Kaiserzeit. | D-1-7842-0034 |                |
| (Standort)                   | Grabhügel vorgeschichtlicher Zeitstellung. | D-1-7842-0062 |                |
| (Standort)                   | Verebnete Viereckschanze der späten Latènezeit. | D-1-7842-0063 |                |
| (Standort)                   | Verebnete Viereckschanze der späten Latènezeit. | D-1-7842-0065 |                |
| (Standort)                   | Körper- oder Brandgräber der späten Hallstattzeit. | D-1-7842-0073 |                |
| (Standort)                   | Archäologische Befunde im Bereich eines Kanalsystems des hohen Mittelalters (Aichpointer Graben).                                                                                          | D-1-7842-0093 |                |
| (Standort)                   | Grabhügel vorgeschichtlicher Zeitstellung. | D-1-7842-0133 |                |
| Rupertusstraße 16 (Standort) | Untertägige mittelalterliche und frühneuzeitliche Befunde im Bereich der katholischen Pfarrkirche St. Johann Baptist in Burgkirchen an der Alz und ihrer Vorgängerbauten.                  | D-1-7842-0134 | weitere Bilder |
| (Standort)                   | Untertägige Teile eines Luftschutzbunkers (um 1941/1942) | D-1-7842-0148 |                |
| (Standort)                   | Abgegangene Kirche des Mittelalters und der frühen Neuzeit (St. Andreas und Brixius in Thal).                                                                                              | D-1-7842-0150 |                |
| (Standort)                   | Pestfriedhof der frühen Neuzeit (1648/49). | D-1-7842-0158 |                |